# Marca Brasil
Marca Brasil (anteriormente Campeão de Notícias) foi um jornal exclusivamente esportivo do Rio de Janeiro. Pertencia ao Grupo O Dia S.A. e circulava desde 03 de outubro de 2009. Tinha uma tiragem diária de aproximadamente 100.000 exemplares e custa R$ 0,50.
Seu slogan era “Nosso esporte favorito é torcer”. Em 2010, o jornal O Dia, junto com o Meia Hora foram vendidos pelo grupo português Ongoing, por meio da EJESA e no mesmo ano a empresa firmou uma parceria com o jornal espanhol Marca e chegou às bancas em São Paulo. Em 2012, o jornal encerrou suas atividades após dois anos de parceria.